# Astrolabe Island
Astrolabe Island (hiszp. Isla Astrolabio) – wyspa w Cieśninie Bransfielda na północny zachód od Półwyspu Antarktycznego. 

## Geografia
Wyspa leży w Cieśninie Bransfielda, ok. 22 km na północny zachód od Cape Ducorps na półwyspie Trinity Peninsula. Astrolabe Island ma ok. 3 km długości i wznosi się na wysokość 560 m n.p.m. Na jej północnym brzegu znajduje się plaża. 
Na wyspie gniazdują fulmar południowy, pingwin maskowy i oceannik żółtopłetwy, oraz najprawdopodobniej także ptaki z gatunku Leucocarbo z rodzaju Phalacrocorax i wydrzyki. Na jej brzegach spotkać można kotiki antarktyczne, a w wodach przybrzeżnych lamparty morskie.
Na północny wschód od wyspy leży grupa skał Dragons Teeth, które kształtem przypominają zęby. Przepływanie statków pomiędzy skałami nazywane jest żartobliwie „nitkowaniem” (ang. flossing).

## Historia

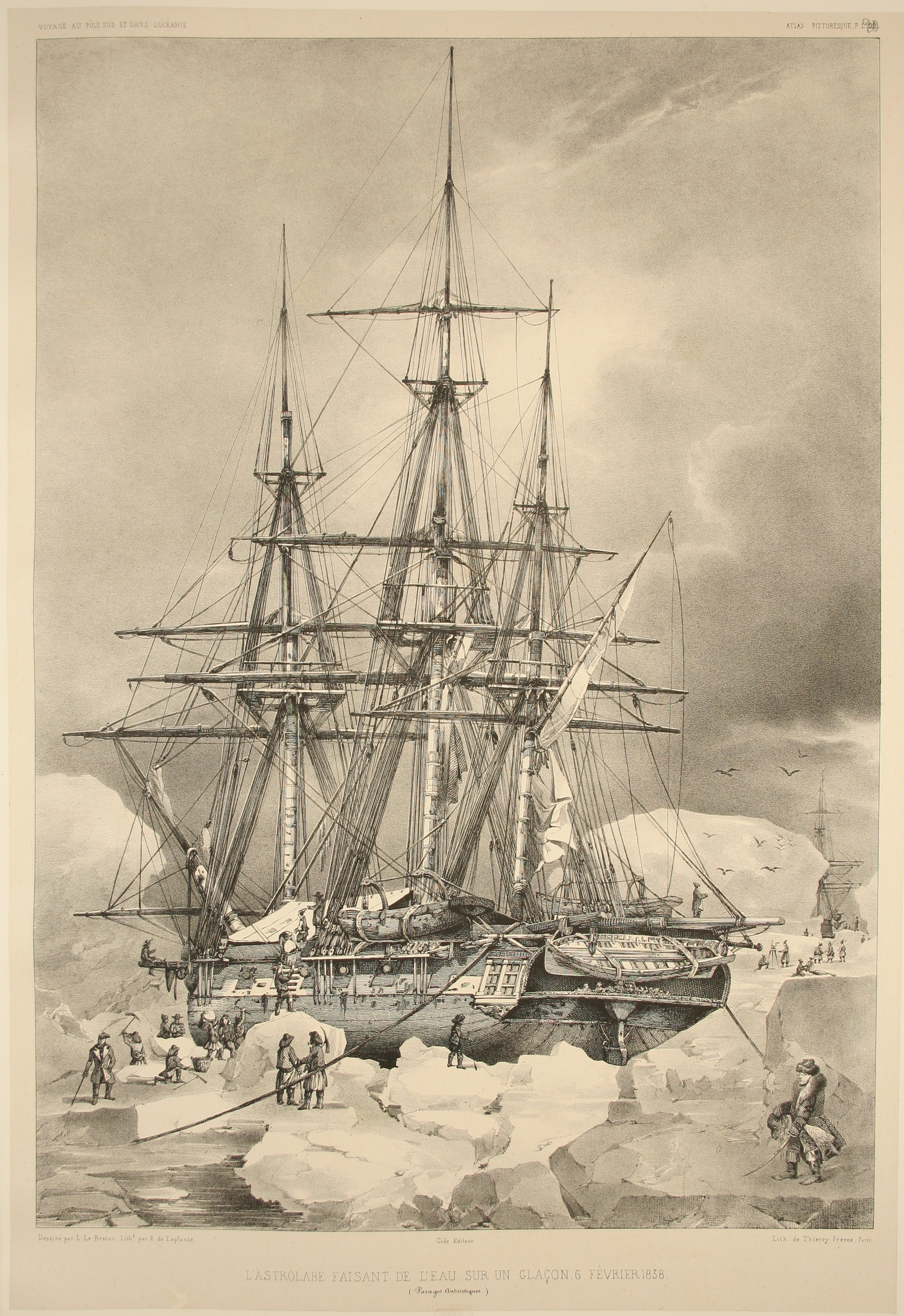
Statek „Astrolabe”, 1846

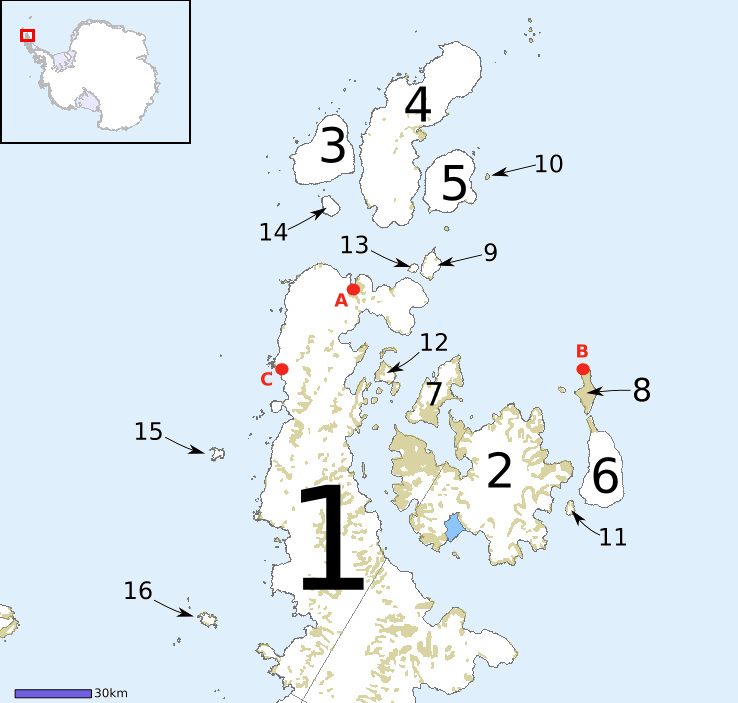
1 – Półwysep Antarktyczny; 2 – Wyspa Jamesa Rossa; 3 – D'Urville Island, 4 – Joinville Island; 5 – Dundee Island; 6 – Snow Hill Island; 7 Vega Island; 8 – Seymour Island; 9 – Andersson Island; 10 – Paulet Island; 11 – Lockyer Island; 12 – Eagle Island; 13 – Jonassen Island; 14 – Bransfield Island; 15 – Astrolabe Island; 16 – Tower Island; A – stacja w Zatoce Nadziei, B – stacja Marambio, C – stacja General Bernardo O’Higgins

Wyspa została odkryta przez francuską ekspedycję badawczą (1837–1840) pod kierownictwem Jules’a Dumont d’Urville’a (1790–1842), która nazwała ją Île de l'Astrolabe na cześć statku wyprawy „Astrolabe”. 
Została zmapowana w latach 1930–1931. W latach 1956–57 Falkland Islands and Dependencies Aerial Survey Expedition (FIDASE) wykonało jej zdjęcia z powietrza.
Jest dostępna dla turystów w grupach zorganizowanych z przewodnikiem, liczących maximum 20 osób.